# Яковлев, Олег Изосимович
Олег Изосимович Яковлев (1929) — российский учёный-радиофизик, доктор технических наук (1972), профессор, лауреат премии им. А. С. Попова АН СССР (1989) и Государственной премии СССР (дважды −1974, 1985).

## Биография
Родился 24 мая 1929 г. в Ленинграде в семье военнослужащего.
Окончил Иркутский государственный университет (1952).
- 1953—1959 — младший научный сотрудник Сибирского физикотехнического института (СибФТИ, г. Томск).
- 1959—1966 — старший научный сотрудник Научно-исследовательского радиофизического института.
- 1966—1988 — заведующий лабораторией распространения радиоволн в космосе Института радиотехники и электроники РАН (Фрязинский филиал).
- с 1988 — заведующий отделом Института радиотехники и электроники РАН, затем там же главный научный сотрудник лаборатории распространения радиоволн в космосе.

Группа исследователей под его руководством провела уникальные измерения скорости, плотности, степени неоднородности и других характеристик солнечного ветра в зависимости от расстояния до Солнца и впервые получила так называемые разгонные кривые, которые определяют механизм ускорения околосолнечной плазмы вблизи Солнца

## Награды и премии
Заслуженный деятель науки и техники РФ (26.12.1992).
Государственная премия СССР 1974 года — за исследования распространения радиоволн в дальнем космосе с помощью аппаратов типа «Венера», «Марс», «Луна».
Государственная премия СССР 1985 года — за исследования атмосферы и ионосферы Венеры с помощью спускаемых аппаратов и спутников планеты.
Лауреат премии им. А. С. Попова АН СССР (1989).

## Сочинения
- Распространение радиоволн при космической связи / М. А. Колосов, Н. А. Арманд, О. И. Яковлев ; Под ред. акад. Б. А. Введенского и проф. М. А. Колосова. — Москва : Связь, 1969. — 155 с. : черт.; 22 см.
- Распространение радиоволн в Солнечной системе / Под ред. М. А. Колосова. — Москва : Сов. радио, 1974. — 191 с. : ил.; 21 см.
- Распространение радиоволн в космосе / О. И. Яковлев; Отв. ред. М. А. Колосов, А. А. Семенов. — Москва : Наука, 1985. — 214 с. : граф.; 22 см.
- Космическая радиофизика / О. И. Яковлев. — Москва : РФФИ : Науч. кн., 1998. — 431 с. : ил.; 22 см; ISBN 5-7871-00-42-5
- Распространение радиоволн / О. И. Яковлев [и др.]; под ред. О. И. Яковлева. — Москва : URSS : ЛЕНАНД, 2009. — 491 с. : ил., табл.; 22 см; ISBN 978-5-9710-0183-6
- Спутниковый мониторинг Земли : радиозатменный мониторинг атмосферы и ионосферы : [монография] / О. И. Яковлев, А. Г. Павельев, С. С. Матюгов. — Москва : URSS, 2010. — 206 с. : ил.; 22 см; ISBN 978-5-397-01227-0
- Спутниковый мониторинг Земли : радиолокационное зондирование поверхности / А. И. Захаров, О. И. Яковлев, В. М. Смирнов. — Москва : URSS, 2012. — 245 с. : ил.; 22 см; ISBN 978-5-396-00429-0
- Спутниковый мониторинг Земли : микроволновая радиометрия атмосферы и поверхности / Б. Г. Кутуза, М. В. Данилычев, О. И. Яковлев. — Москва : URSS : ЛЕНАНД, 2015. — 333 с. : ил., табл.; 22 см; ISBN 978-5-9710-2515-3